# 貫珠棋
貫珠棋（Akron），是Cameron Browne在2002年推出的兩人棋類。

## 棋具
- 棋盤挖有8*8的半球洞。洞中可以剛好置入一顆珠體。各洞位置使每顆珠在第一層可以縱橫方向相連，並讓四枚珠子可支撐一枚珠子疊高在中間成為第二層。第二層珠子則以斜向相連[2]。

- 棋子為球形體，以深淺色區分兩位玩家。

## 規則
- 空秤開局。

- 玩家回合需選擇以下二種行動之一，無論何種棋子最高只能疊兩層。
  - 放子：把一顆己棋從手中放在棋盤空洞中，或是置於位於第一層四顆球體的中間。
  - 移子：將一顆在棋盤的己棋移動到己方相連珠子的任何鄰空格或第二層。移動後，若其他珠子因此無支撐，則滑落放在該新空位處。

- 深色方以己棋連結上下兩邊為勝；淺色方以以己棋連結左右兩邊為勝。

## 外部連結
- 遊戲介紹 （页面存档备份，存于）
- 遊戲下載[永久]